# Selman Selmanagić

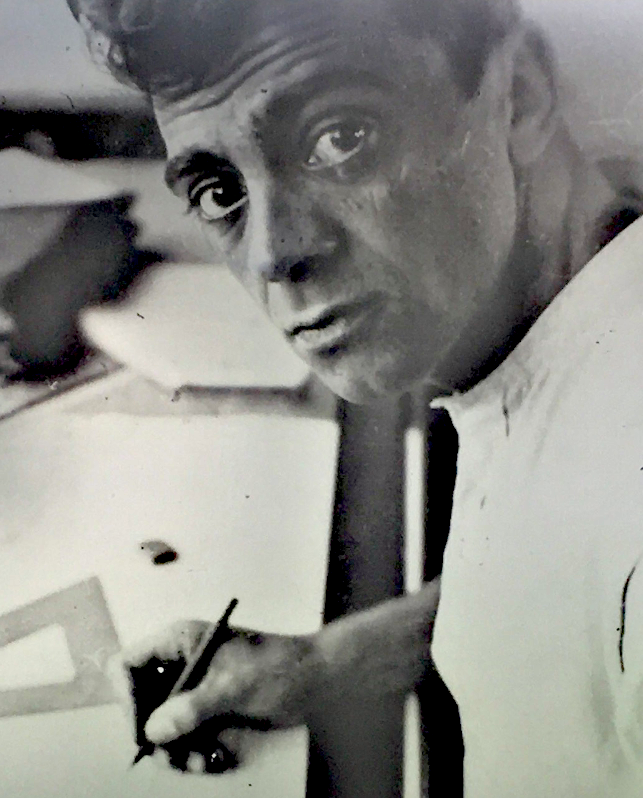
Selman Selmanagić (1905–1986)

Selman Selmanagić (* 25. April 1905 in Srebrenica, Kondominium Bosnien und Herzegowina; † 7. Mai 1986 in Ost-Berlin) war ein bosnisch-deutscher Architekt und langjähriger Professor für Bau- und Raumgestaltung an der Kunsthochschule Berlin-Weißensee.

## Leben

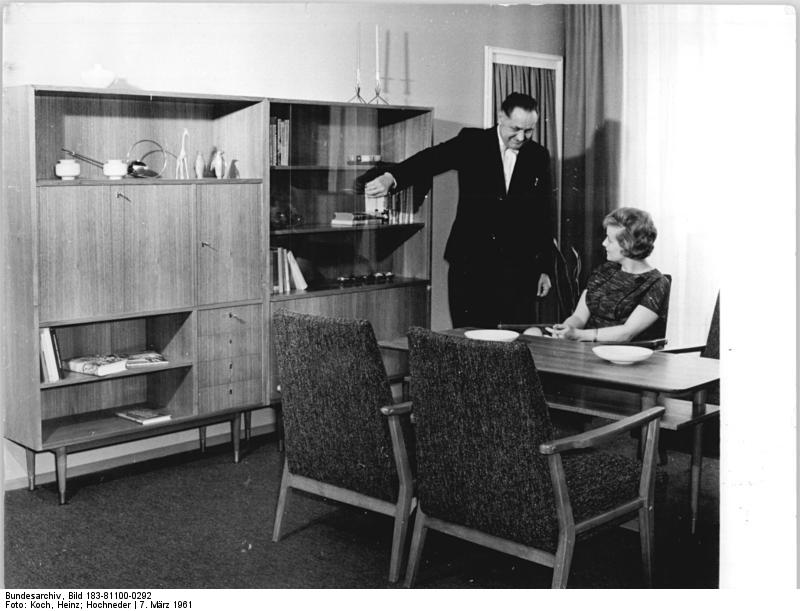
Schrankwand, entworfen von Selmanagić

Selmanagić wuchs im seit 1876 von Österreich-Ungarn verwalteten und 1908 okkupierten Bosnien und ab 1918 im Königreich Jugoslawien auf. Nach einer Lehre als Tischler und seiner Gesellenprüfung arbeitete Selman Selmanagić zunächst 1923/24 als Tischler in der Waggonfabrik in Sarajevo und machte 1925 nach einjährigem Besuch der Gewerbeschule Ljubljana seinen Meister als Bau- und Möbeltischler. Dem schloss sich 1925/26 sein Militärdienst an. Zurück in seiner Heimatstadt Srebrenica arbeitete er dort von 1926 bis 1929 als Tischler.
Seinem großen Interesse an Architektur folgend begann er 1929 ein Studium am Bauhaus in Dessau. Damit gehörte er zum letzten Lehrgang, der regulär am Bauhaus stattfand. Seinen Abschluss machte er 1932 mit dem Bauhausdiplom Nr. 100, unterschrieben von Ludwig Mies van der Rohe und Ludwig Hilberseimer. Kurz darauf wurde das Bauhaus gezwungen, Dessau zu verlassen. Um Erfahrungen zu sammeln, arbeitete er nach seinem Studium bis 1939 in zahlreichen Architekturbüros in ganz Europa und im Nahen Osten: 1933/35 Istanbul, 1935 Jaffa, 1935–1938 Jerusalem, zunächst als freier Mitarbeiter bei Richard Kauffmann, später als selbstständiger Architekt. Studienreisen führten ihn 1935/36 unter anderem in die Türkei, nach Ägypten und 1938 nach Italien.

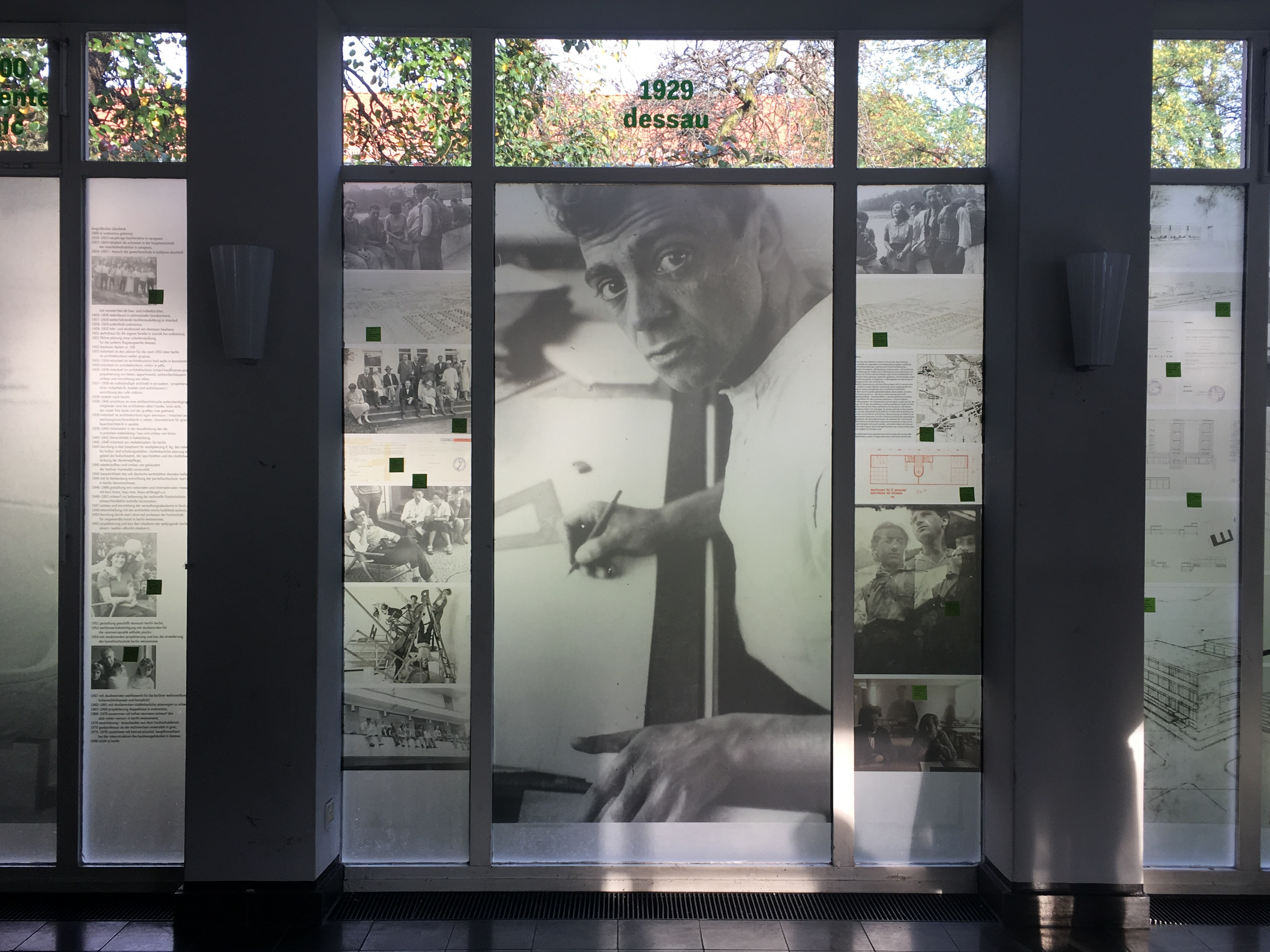
Fotografien und Dokumente, Ausstellung Kunsthochschule Berlin-Weißensee 2019

1939 siedelte Selman Selmanagić nach Berlin um. Nach freiberuflicher Mitarbeit bei Egon Eiermann arbeitete er von 1939 bis 1942 in der Bauabteilung und anschließend bis 1945 als Filmarchitekt bei der UFA. In diesen Jahren beteiligte er sich aktiv am Widerstand gegen den Nationalsozialismus.
Nach dem Zweiten Weltkrieg war Selmanagić in Hans Scharouns Planungskollektiv zur Erarbeitung des „Kollektivplans“ tätig und war später als Verantwortlicher für Kultur- und Erholungsstättenplanung beim Magistrat von Groß-Berlin unter anderem für den Bau des Walter-Ulbricht-Stadions verantwortlich. Parallel begann er ab 1945 eine lang andauernde Zusammenarbeit mit den Deutsche Werkstätten Hellerau. 1949 hörte Selman von den Plänen der FDJ-Organisation, den Abriss der Neuen Wache voranzutreiben. Als Architekt legte er Einspruch beim Leiter der sowjetischen Kulturkommandantur Alexander Lwowitsch Dymschitz ein. Der Kulturoffizier erkannte, dass dieses Schinkelsche Kulturgut erhalten werden musste.
Von 1950 bis zu seiner Emeritierung 1970 war er Leiter des Fachgebietes Architektur an der Kunsthochschule Berlin-Weißensee. Seit 1951 hatte er dort eine Professur für Bau- und Raumgestaltung inne. Zu seinen Schülerinnen und Schülern gehörten u. a. Anna-Franziska Schwarzbach und Hans-Joachim Frohberg.
1956 wurde der von ihm federführend geplante Erweiterungsbau der Kunsthochschule in Weißensee fertiggestellt. Das Bauensemble gilt als bedeutendes Beispiel der Nachkriegsmoderne in Berlin und ist das einzige noch bestehende Bauwerk von Selmanagić in Deutschland.
Er wurde zu Gastvorlesungen an die Technische Universität Graz eingeladen. Bereits 1950 hatte er sich für die DDR als seine berufliche Wirkungsstätte entschieden und erhielt 1967 die Staatsbürgerschaft der DDR.
Selmanagić war mit der Architektin Emira Selmanagić verheiratet. Die drei gemeinsamen Töchter arbeiten ebenfalls als Architektinnen.

## Auszeichnungen und Preise (Auswahl)
- 1964 Verdienstmedaille der DDR
- 1985: Designpreis der DDR

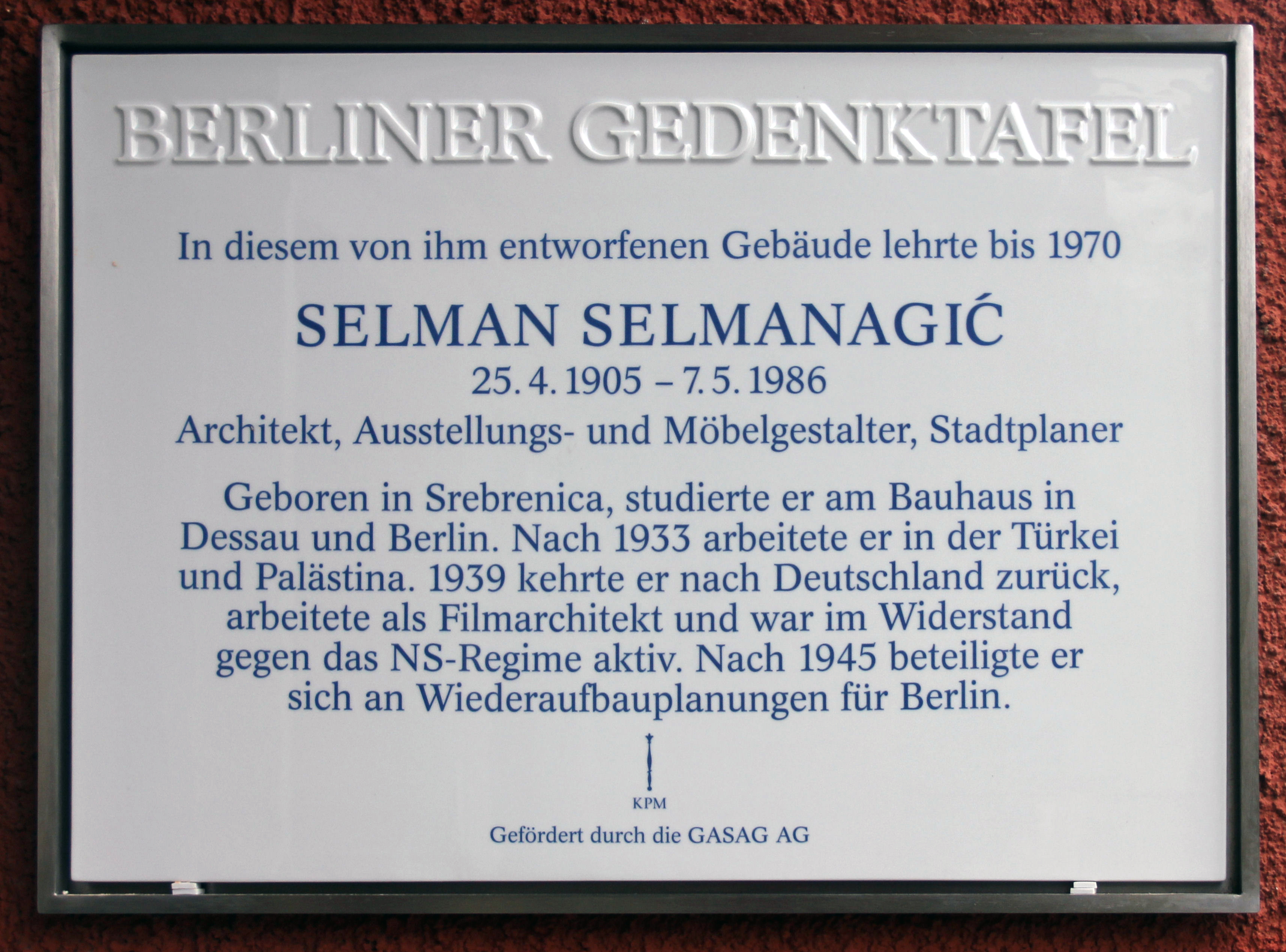
Berliner Gedenktafel am Haus der Kunsthochschule Berlin-Weißensee

- 1985 Ehrenspange zum Vaterländischen Verdienstorden in Gold
- 2019 Gedenktafel an der Kunsthochschule in Berlin für einen der „bedeutendsten Designer der DDR“[4]

## Publikationen
- Erinnerungen an das Bauhaus, gemeinsam mit Hajo Rose, 1974
- Ostmoderne Westmoderne, gemeinsam mit Mart Stam, Liv Falkenberg, Hans Gugelot, Herbert Hirche, Franz Ehrlich, Rudolf Horn, Spector books Leipzig 2019

## Werke (Auswahl)
- 1931 Wohnhaus für die Eltern, nahe Srebrenica
- 1935–1938 Wohnhäuser in Jerusalem
- 1946–1950 SED-Parteihochschule „Karl Marx“, Kleinmachnow
- 1957–1950 Verwaltungsakademie Forst Zinna
- 1950 Walter-Ulbricht-Stadion (ab 1973 Stadion der Weltjugend)
- 1956 Erweiterungsbau der Kunsthochschule Berlin-Weißensee in der Bühringstraße
- 1959–1960 Städtebauliche Planung für Schwedt
- 1975/76 Leiter der Restaurierungsarbeiten am Bauhaus Dessau